# Fijn schapengras
Fijn schapengras of fijnbladig schapengras (Festuca filiformis, synoniem: Festuca tenuifolia, Festuca capillata) is een vaste plant, die behoort tot de grassenfamilie (Poaceae). De soort komt voor in West- en Midden-Europa en is van daaruit verspreid naar Noord-Amerika, de Scandinavische landen en Nieuw-Zeeland. Fijn schapengras staat op de Nederlandse Rode lijst van planten als algemeen voorkomend en stabiel of toegenomen. Het aantal chromosomen 2n = 14.
De dichte pollenvormende plant wordt 30 - 40 cm hoog. De 11 – 23 cm lange bladeren zijn vaak grijsgroen. De bladeren van de bloeistengel zijn vlak of stijf ingerold. De wortelbladen en de 0,3 - 0,6 mm brede bladeren van de vegetatieve spruiten zijn borstelvormig stijf ingerold en hebben 1 rib. De bladschede is bijna tot onderaan open en heeft een 0,1 - 0,4 mm lang tongetje.
Fijn schapengras bloeit van mei tot in augustus met een samengetrokken, 3 - 9 cm lange pluim, die rechtopstaande zijtakken heeft. De 4 - 5 bloemige aartjes zijn 4 - 7 mm lang. Het bovenste kroonkafje is 2,3 – 3,7 mm lang. Het onderste kroonkafje heeft meestal een tot 0,5 mm lange kafnaald. Het bovenste kelkkafje is 2,2 - 3,5 mm lang en het onderste 1,6 - 2,4 mm. De meeldraden zijn 1 - 2,2 mm lang. Het vlagblad (bij het topblad van de stengel heet de bladschijf het vlagblad) is 0,5 – 5 cm lang.
De vrucht is een 1,5 – 2 mm lange graanvrucht.

## Plantengemeenschap
Fijn schapengras is een indicatorsoort voor struisgrasvegetaties (ha) en voor het droog heischraal grasland (hn), twee karteringseenheden in de Biologische Waarderingskaart (BWK) van Vlaanderen en het Brussels Hoofdstedelijk Gewest.

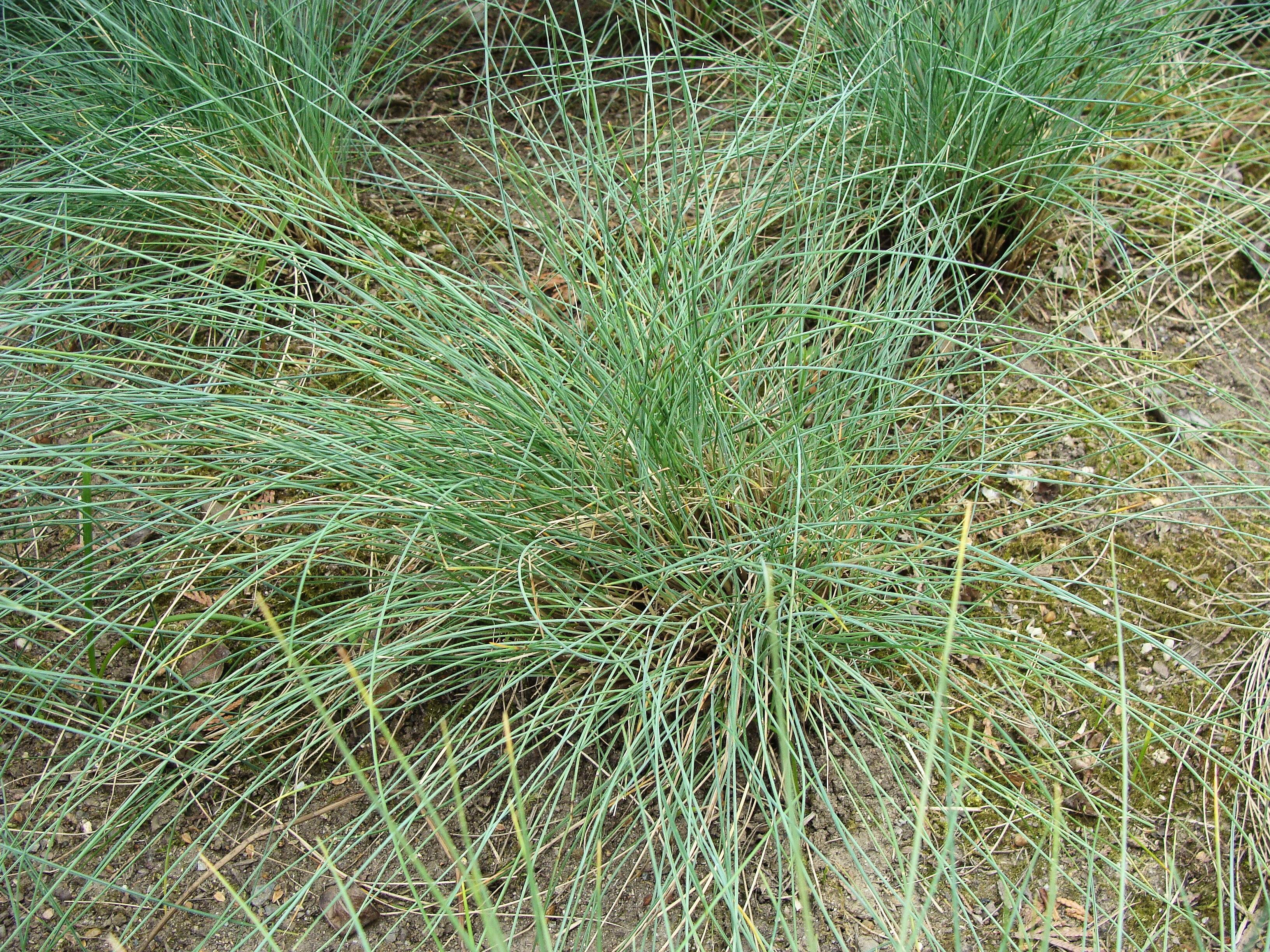
Plant
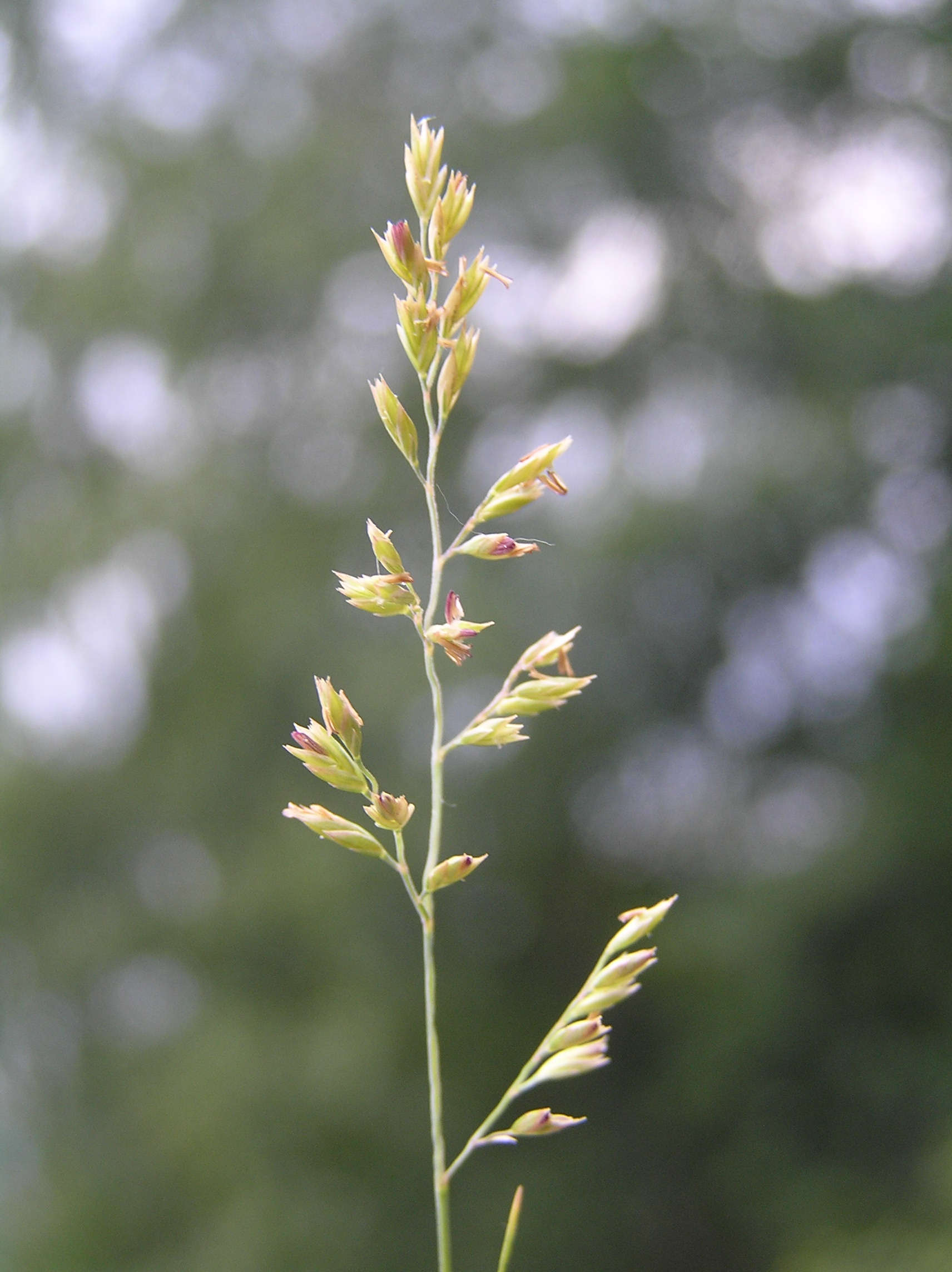
Pluim
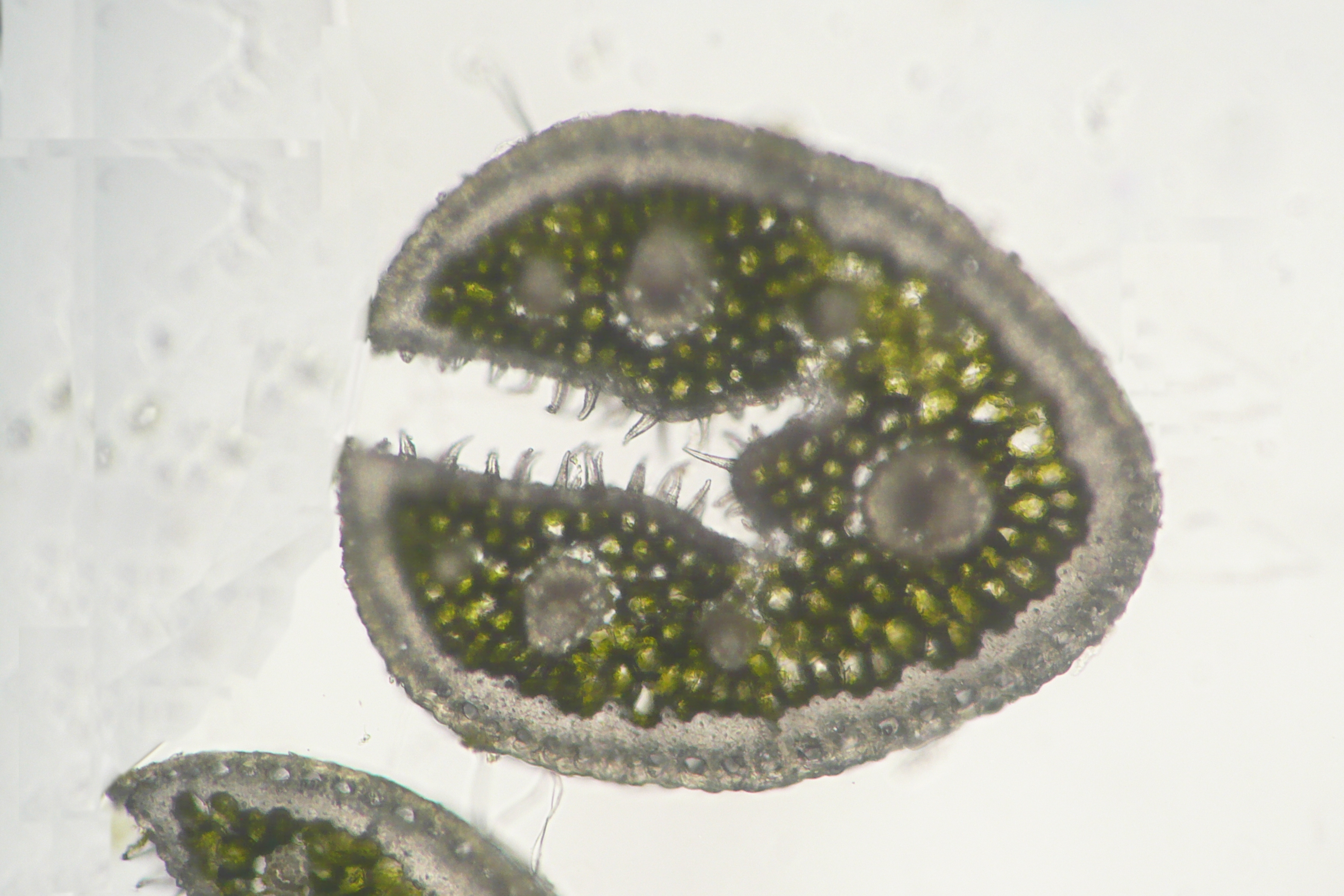
Dwarsdoorsnede blad
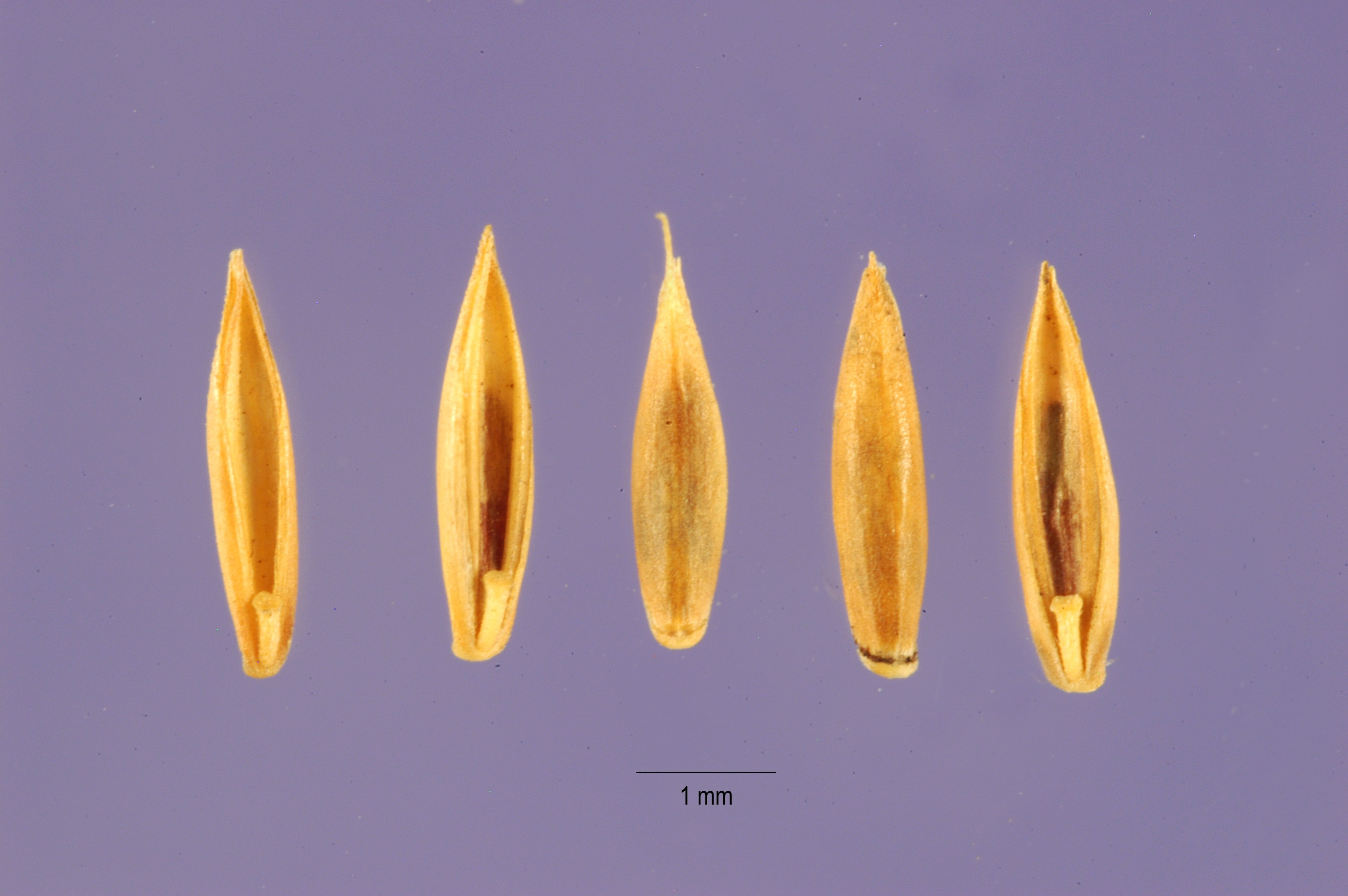
Vruchten